# Incontro di Konopiště

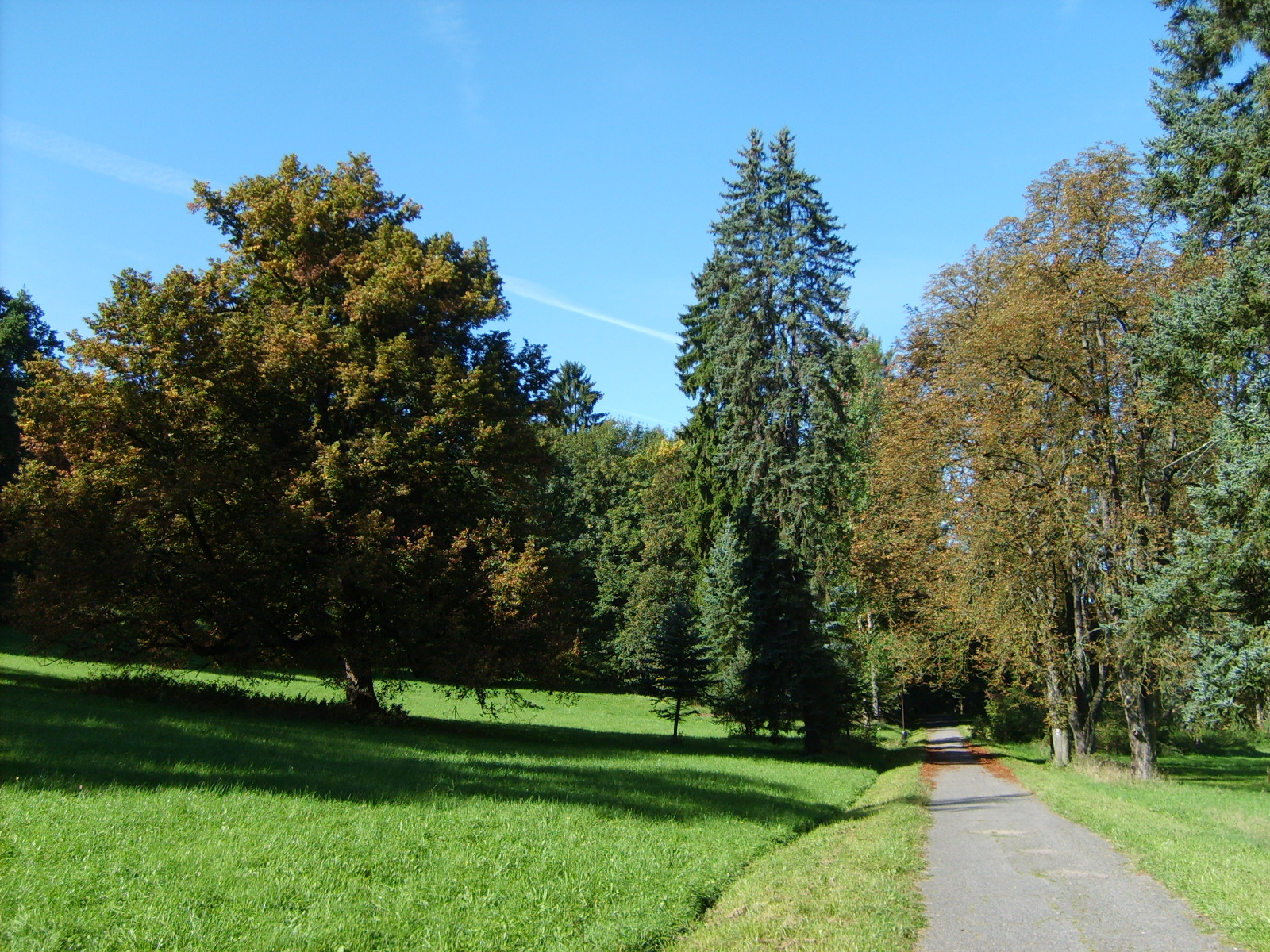
Il parco del castello di Konopiště, luogo dell'incontro

L'incontro di Konopiště fu un incontro tra l'arciduca Francesco Ferdinando e il Kaiser Guglielmo II che ebbe luogo, tra il 12 e il 14 giugno 1914, nella tenuta di Konopiště, posseduta dall'arciduca stesso.
In Austria se ne esaltò l'apoliticità, sottolineando come l'arciduca vi avesse invitato il Kaiser “per contemplare le bellissime rose che ivi fiorivano”, ma in Francia dei testimoni oculari smentirono tale notizia, riferendo che in quel periodo a Konopiště non c'erano né rosai né rose in fiore.

## Argomenti trattati
Dalla pubblicazione dei documenti diplomatici tedeschi dell'epoca, avvenuta dopo la rivoluzione di novembre, si evince che a Konopiště si parlò del possibile sgretolamento della Triplice alleanza, che sarebbe potuto essere causato dall'Italia (di cui il Kaiser sostenne però la lealtà) e si discusse della situazione del principato d'Albania, minacciato da insurrezioni e rivoluzioni; riguardo a questo, l'arciduca si lamentò del rappresentante diplomatico italiano che vi era mantenuto, il barone Carlo Fasciotti.
Di tutte queste trattative, comunque, si tentò di non lasciare traccia, e il governo italiano non fu mai informato di niente, né da Vienna, né da Berlino, che sostennero sempre, di fronte ad esso, l'apoliticità di tale incontro.